# Jeanne Rongier
Pour les articles homonymes, voir Rongier.
Pour la monteuse française, voir Jeanne Rongier (monteuse).
Jeanne Rongier née à Mâcon le 27 novembre 1852 et morte à Paris le 19 janvier 1929 est une artiste peintre française.

## Biographie
Formée par Henri Sénard à Mâcon, puis par Évariste-Vital Luminais et Henri Harpignies, Jeanne Rongier est proche de l'école de Barbizon et peint dans la forêt de Fontainebleau. Elle expose au Salon de Paris à partir de 1869.
Son œuvre la plus connue est son Portrait de César Franck jouant de l'orgue à Sainte-Clotilde (1888, localisation inconnue). 
Elle fait partie de la délégation de femmes françaises artistes présentées à l'Exposition universelle de 1893 à Chicago, regroupées dans le Woman's Building.

## Œuvres
- Clamecy, musée d'Art et d'Histoire Romain Rolland : Amazone.
- Mâcon, musée des Ursulines :
  - Portrait de jeune garçon ;
  - Portrait de Madeleine Galichon, épouse du Teil.
- Vannes, La Cohue, musée des Beaux-Arts : Une séance de portrait sous le directoire, vers 1885.
- Localisation inconnue : Portrait de César Franck jouant de l'orgue à Sainte-Clotilde, 1888.
- Collection privée : Louis XIII et Richelieu après la condamnation de Cinq-Mars - vers 1882.

Œuvres de Jeanne Rongier
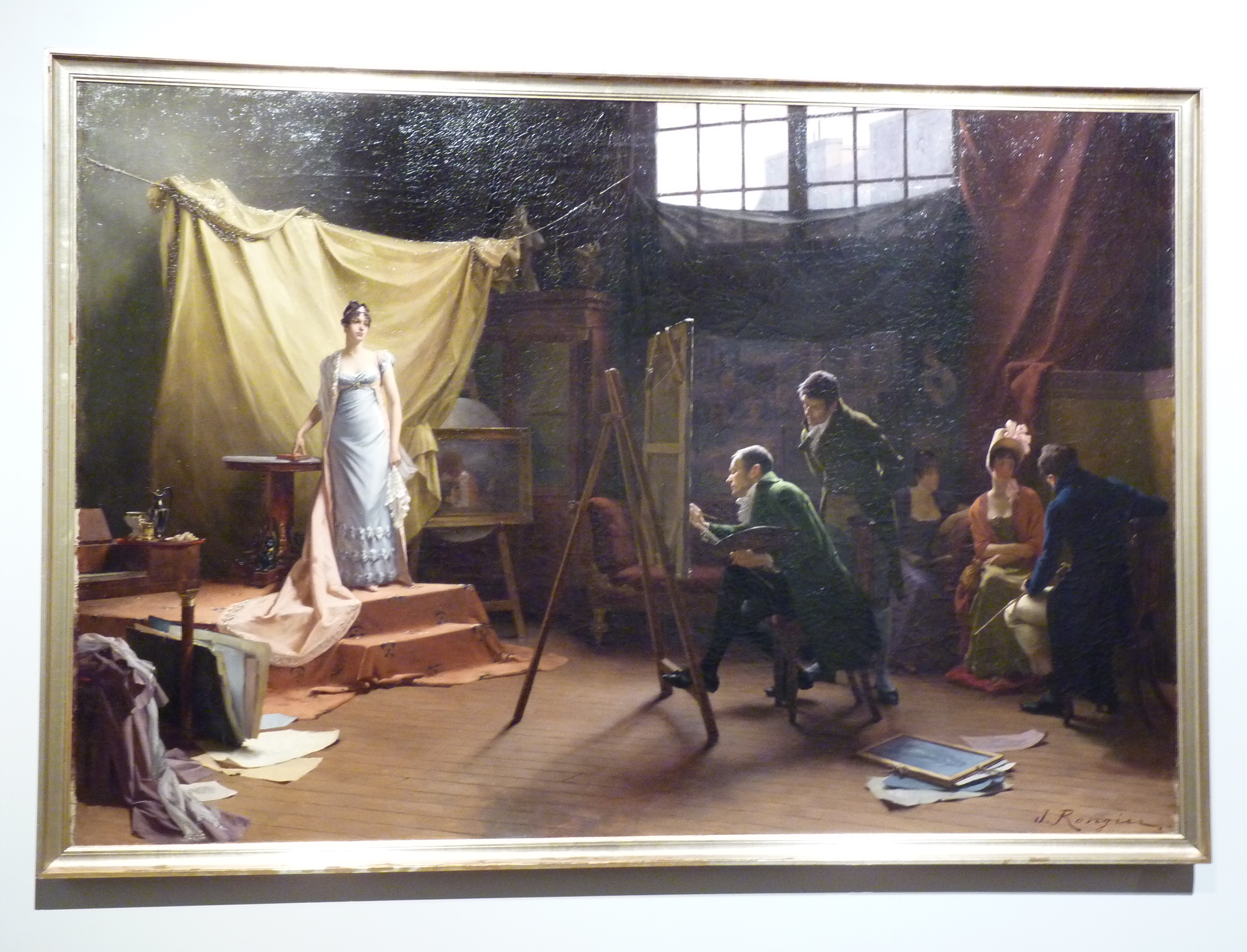
Une séance de portrait sous le Directoire (vers 1885), Vannes, La Cohue, musée des Beaux-Arts.
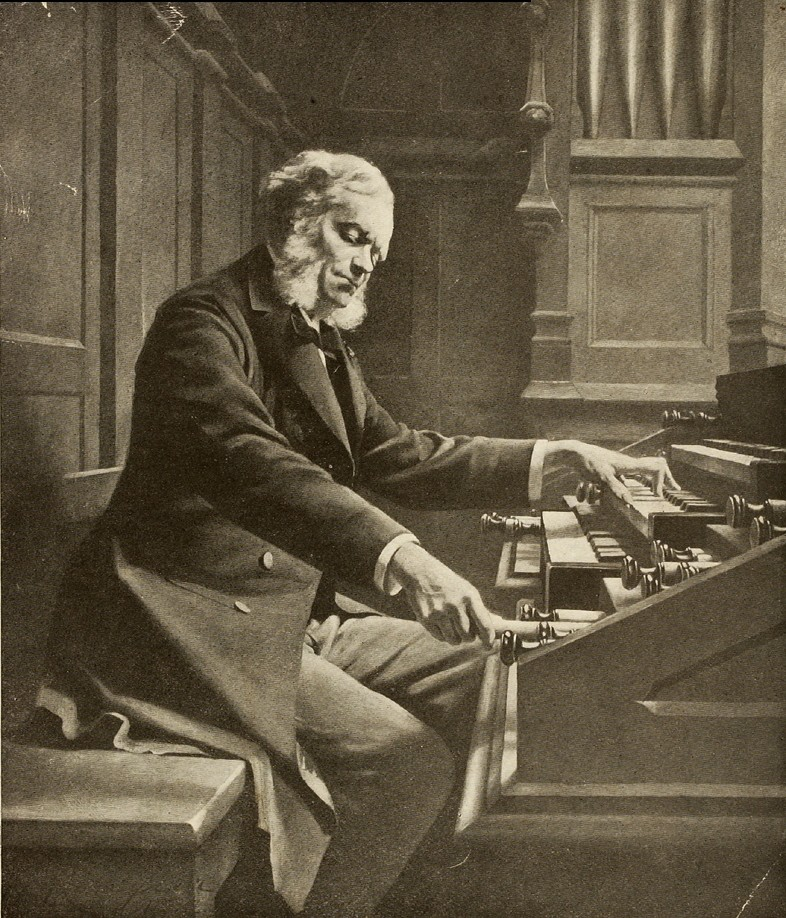
Portrait de César Franck à l'orgue de Sainte-Clotilde (1888), localisation inconnue.